# Marie Richardson
Marie Elisabet Richardson es una actriz sueca, más conocida por haber interpretado a Helén Falk en las películas de Johan Falk.

## Biografía
En 1982 se unió al "Teaterhögskolan i Stockholm" de donde se graduó en 1985.
Desde 1996 participa en el "Royal Dramatic Theatre" en Suecia.
Marie tiene una estrella en el Paseo de la fama de Trollhättan en Suecia.
En 1999 comenzó a salir con el actor sueco Jakob Eklund, la pareja se casó el 12 de agosto de 2008, juntos tienen dos hijos Klara Eklund (1995) y Leon Eklund (2000). Marie es madrastra de Tove Eklund, hija de Jakob de una relación anterior.

## Carrera
En 1991 se unió al elenco recurrente de la miniserie Den goda viljan donde interpretó a Märta Werkelin.
En 1999 interpretó por primera vez a Helén Andersson-Falk, la esposa del oficial sueco de Gotemburgo, Johan Falk (Jakob Eklund) en Noll tolerans, la primera entrega de la franquicia de las películas de Johan Falk. Ese mismo año participó en la esperadísima película estadounidense Eyes Wide Shut de Stanley Kubrick: dio vida a Marion Nathanson, la hija de un paciente que acaba de morir del doctor casado William "Bill" Harford (Tom Cruise) de quien se enamora.
En el 2001 apareció en la película sueca Livvakterna nuevamente como Helén. En el 2002 realizó un doblaje para la película Astérix & Obélix: Mission Cléopâtre. En el 2003 interpretó nuevamente a Falk en Den tredje vågen.  
En el 2008 se unió al elenco recurrente de la serie sueca Oskyldigt dömd donde dio vida a la abogada Ulrika Stiegler, una la fiscal de Estocolmo y exesposa de Markus Haglund (Mikael Persbrandt), hasta el 2009.
En el 2009 obtuvo interpretó nuevamente a Helén en: Johan Falk: GSI-Gruppen för särskilda insatser, Johan Falk: Vapenbröder, Johan Falk: National Target, Johan Falk: Leo Gaut, Johan Falk: Operation Näktergal y en Johan Falk: De fredlösa. 
En el 2012 Marie volvió a dar vida a Helén en Johan Falk: Spelets regler, Johan Falk: De 107 patrioterna, Johan Falk: Alla råns moder, Johan Falk: Organizatsija Karayan y en Johan Falk: Barninfiltratören.
En el 2013 apareció en la película Johan Falk: Kodnamn: Lisa como Helén junto a Jens Hultén, Joel Kinnaman y Meliz Karlge. 
En el 2015 interpretó por última vez a Helén Falk en las películas de Johan Falk: Ur askan i elden, Johan Falk: Tyst diplomati, Johan Falk: Blodsdiamanter, Johan Falk: Lockdown y finalmente en la última entre de la franquicia, Johan Falk: Slutet.

## Filmografía

### Películas
| Año  | Título                                  | Personaje        | Notas                                                                                                |
| ---- | --------------------------------------- | ---------------- | --- |
| 2015 | Johan Falk: Slutet                      | Helén Falk       | junto a Jakob Eklund, Jens Hultén, Meliz Karlge, Mårten Svedberg y Alexander Karim                   |
| 2015 | Johan Falk: Lockdown                    | Helén Falk       | junto a Jakob Eklund, Jens Hultén, Meliz Karlge, Henrik Norlén, Mårten Svedberg y Mikael Tornving    |
| 2015 | Johan Falk: Blodsdiamanter              | Helén Falk       | junto a Jakob Eklund, Jens Hultén, Meliz Karlge, Mårten Svedberg y Alexander Karim                   |
| 2015 | Johan Falk: Tyst diplomati              | Helén Falk       | junto a Jakob Eklund, Jens Hultén, Meliz Karlge, Mårten Svedberg y Mikael Tornving                   |
| 2015 | Johan Falk: Ur askan i elden            | Helén Falk       | junto a Jakob Eklund, Jens Hultén, Meliz Karlge, Mårten Svedberg, Henrik Norlén y Mikael Tornving    |
| 2013 | Johan Falk: Kodnamn: Lisa               | Helén Falk       | junto a Jakob Eklund, Joel Kinnaman, Jens Hultén, Meliz Karlge, Mårten Svedberg y Henrik Norlén      |
| 2013 | Stockholm Stories                       | Lena             | junto a Martin Wallström, Jonas Karlsson, Dejan Čukić, Cecilia Frode, Filip Berg y Julia Ragnarsson  |
| 2012 | Johan Falk: Barninfiltratören           | Helén Falk       | junto a Jakob Eklund, Joel Kinnaman, Jens Hultén, Meliz Karlge y Mårten Svedberg                     |
| 2012 | Johan Falk: Organizatsija Karayan       | Helén Falk       | junto a Jakob Eklund, Joel Kinnaman, Jens Hultén, Meliz Karlge y Mårten Svedberg                     |
| 2012 | Johan Falk: Alla råns moder             | Helén Falk       | junto a Jakob Eklund, Joel Kinnaman, Jens Hultén, Meliz Karlge y Mårten Svedberg                     |
| 2012 | Johan Falk: De 107 patrioterna          | Helén Falk       | junto a Jakob Eklund, Joel Kinnaman, Jens Hultén, Meliz Karlge y Mårten Svedberg                     |
| 2012 | Johan Falk: Spelets regler              | Helén Falk       | junto a Jakob Eklund, Joel Kinnaman, Jens Hultén, Meliz Karlge y Mårten Svedberg                     |
| 2009 | Johan Falk: De fredlösa                 | Helén Falk       | junto a Jakob Eklund, Joel Kinnaman, Meliz Karlge, Henrik Norlén, Mikael Tornving y Fredrik Dolk     |
| 2009 | Johan Falk: Operation Näktergal         | Helén Falk       | junto a Jakob Eklund, Joel Kinnaman, Meliz Karlge, Henrik Norlén, Mikael Tornving y Zeljko Santrac   |
| 2009 | Johan Falk: Leo Gaut                    | Helén Falk       | junto a Jakob Eklund, Joel Kinnaman, Meliz Karlge, Henrik Norlén y Mikael Tornving                   |
| 2009 | Johan Falk: National Target             | Helén Falk       | junto a Jakob Eklund, Joel Kinnaman, Jens Hultén, Meliz Karlge, Mikael Tornving y Jaqueline Ramel    |
| 2009 | Johan Falk: Vapenbröder                 | Helén Falk       | junto a Jakob Eklund, Joel Kinnaman, Jens Hultén, Meliz Karlge, Martin Wallström y Mikael Tornving   |
| 2009 | Johan Falk: GSI-Gruppen för särskilda.. | Helén Falk       | junto a Jakob Eklund, Joel Kinnaman, Jens Hultén, Meliz Karlge, Martin Wallström y Henrik Norlén     |
| 2003 | Den tredje vågen                        | Helén Falk       | junto a Jakob Eklund, Irina Björklund, Nicholas Farrell, Sylvester Groth y Jacqueline Ramel          |
| 2003 | Ondskan                                 | Madre de Erik    | junto Andreas Wilson, Gustaf Skarsgård, Filip Berg, Henrik Lundström, Peter Eggers y Linda Zilliacus |
| 2001 | Livvakterna                             | Helén Falk       | junto a Jakob Eklund, Samuel Fröler, Lia Boysen, Alexandra Rapaport y Krister Henriksson             |
| 1999 | Noll tolerans                           | Helén Falk       | junto a Jakob Eklund, Peter Andersson, Jacqueline Ramel, Fredrik Dolk y Lennart Hjulström            |
| 1999 | Eyes Wide Shut                          | Marion Nathanson | junto a Tom Cruise, Nicole Kidman, Sydney Pollack, Rade Sherbedgia, Todd Field y Alan Cumming        |
| 1992 | Den goda viljan                         | Märta Werkelin   | junto a Samuel Fröler, Pernilla August, Max von Sydow, Björn Kjellman, Lena Endre y Anita Björk      |

### Series de televisión
| Año             | Título                           | Personaje           | Notas                      |
| --------------- | -------------------------------- | ------------------- | -------------------------- |
| 2017 - presente | Innan vi dör                     | Hanna Svensson      | 10 episodios               |
| 2014 - 2015     | Blå Ögon                         | Veronika Strömstedt | 7 episodios                |
| 2012            | Torka aldrig tårar utan handskar | Mamá de Benjamin    | 3 episodios - miniserie    |
| 2010            | Våra vänners liv                 | Jenny               | 10 episodios               |
| 2010            | Kommissarie Winter               | Berit Rickardsson   | 2 episodios                |
| 2009            | Morden                           | Envy                | 5 episodios - miniserie    |
| 2009            | Der Kommissar und das Meer       | Elisabeth Algard    | episodio "Schwarzer Engel" |
| 2009            | De halvt dolda                   | Madre de David      | 4 episodios - miniserie    |
| 2008 - 2009     | Oskyldigt dömd                   | Ulrika Stiegler     | 12 episodios               |
| 2008            | Maria Wern                       | Viktoria Hammar     | 4 episodios                |
| 2008            | Kungamordet                      | Linda Jacobsson     | miniserie                  |
| 2008            | Brandvägg                        | Maja                | 2 episodios - miniserie    |
| 2006            | Beck                             | Annika Vedén        | episodio "Gamen"           |
| 1991            | Den goda viljan                  | Märta Werkelin      | 2 episodios - miniserie    |
| 1991            | Mord och passion                 | -                   | -                          |
| 1991            | Goltuppen                        | Nina                | 5 episodios                |
| 1988            | Clark Kent                       | Anna-Maria          | miniserie                  |

### Documental
| Año  | Título           | Personaje                      | Notas      |
| ---- | ---------------- | ------------------------------ | ---------- |
| 2016 | Förbjuden kärlek | Reina Victoria del Reino Unido | documental |

### Apariciones
| Año                           | Título   | Personaje         | Notas       |
| ----------------------------- | -------- | ----------------- | ----------- |
| 1999, 2001 - 2003, 2011, 2016 | Gomorron | Varios Personajes | 6 episodios |

### Teatro
| Año        | Obra                    | Personaje (es) | Director (a)      | Teatro                 |                                                                 |
| ---------- | ----------------------- | -------------- | ----------------- | ---------------------- | --------------------------------------------------------------- |
| 2015       | Idioten                 | Lizavjeta      | Mattias Andersson | -                      | junto a Melinda Kinnaman, Jennie Silfverhjelm y Björn Bengtsson |
| 2002       | Dröm om hösten          | -              | -                 | Royal Dramatic Theatre | -                                                               |
| 1998       | All My Sons             | -              | -                 | Royal Dramatic Theatre | -                                                               |
| 1998       | Råttfångaren            | -              | -                 | Royal Dramatic Theatre | -                                                               |
| 1997       | The Cherry Orchard      | -              | -                 | -                      | -                                                               |
| 1993       | Botho Strauss           | -              | -                 | -                      | -                                                               |
| 1989, 1993 | Die Zeit und das Zimmer | -              | -                 | Royal Dramatic Theatre | -                                                               |
| 1989       | Madam de Sade           | -              | -                 | Royal Dramatic Theatre | -                                                               |
| 1989       | A Doll's House          | -              | -                 | -                      | -                                                               |
| 1986       | A Dreamplay             | -              | -                 | Royal Dramatic Theatre | -                                                               |
| 1986       | Hamlet                  | -              | -                 | -                      | -                                                               |

## Premios y nominaciones
| Año  | Categoría                                                                                            | Premio                   | Película             | Resultado |
| ---- | --- | ------------------------ | -------------------- | --------- |
| 2004 | Best Supporting Actress                                                                              | Guldbagge Award          | Om jag vänder mig om | Nominado  |
| 2004 | Outstanding Artistic Achievement (junto a Leif Andrée, Pernilla August, Jan Coster, Jakob Eklund...) | Silver Berlin Bear Award | Om jag vänder mig om | Nominados |
| 1993 | Best Actress                                                                                         | Amanda Award             | Telegrafisten        | Ganadora  |